# BH Tennis Open International Cup 2003
Il BH Tennis Open International Cup 2003 è stato un torneo di tennis facente parte della categoria ATP Challenger Series nell'ambito dell'ATP Challenger Series 2003. Il torneo si è giocato a Belo Horizonte in Brasile dal 28 luglio al 3 agosto 2003 su campi in cemento.

## Vincitori

### Singolare
Julio Peralta ha battuto in finale  Danai Udomchoke con il punteggio di 7–6(6), 1–6, 6–1

### Doppio
Marcos Daniel /  Alexandre Simoni hanno battuto in finale  Kentaro Masuda /  Takahiro Terachi con il punteggio di 6–4, 6–2